# (875) Nymphe
(875) Nymphe ist ein Asteroid des Hauptgürtels, der am 19. Mai 1917 vom deutschen Astronomen Max Wolf in Heidelberg entdeckt wurde.
Der Name ist von den mythologischen griechischen Wesen, den Nymphen abgeleitet.